# Silbertal
Silbertal ist eine von Landwirtschaft und Tourismus geprägte Gemeinde mit 849 Einwohnern (Stand 1. Jänner 2025) im Bezirk Bludenz in Vorarlberg (Österreich).

## Geografie

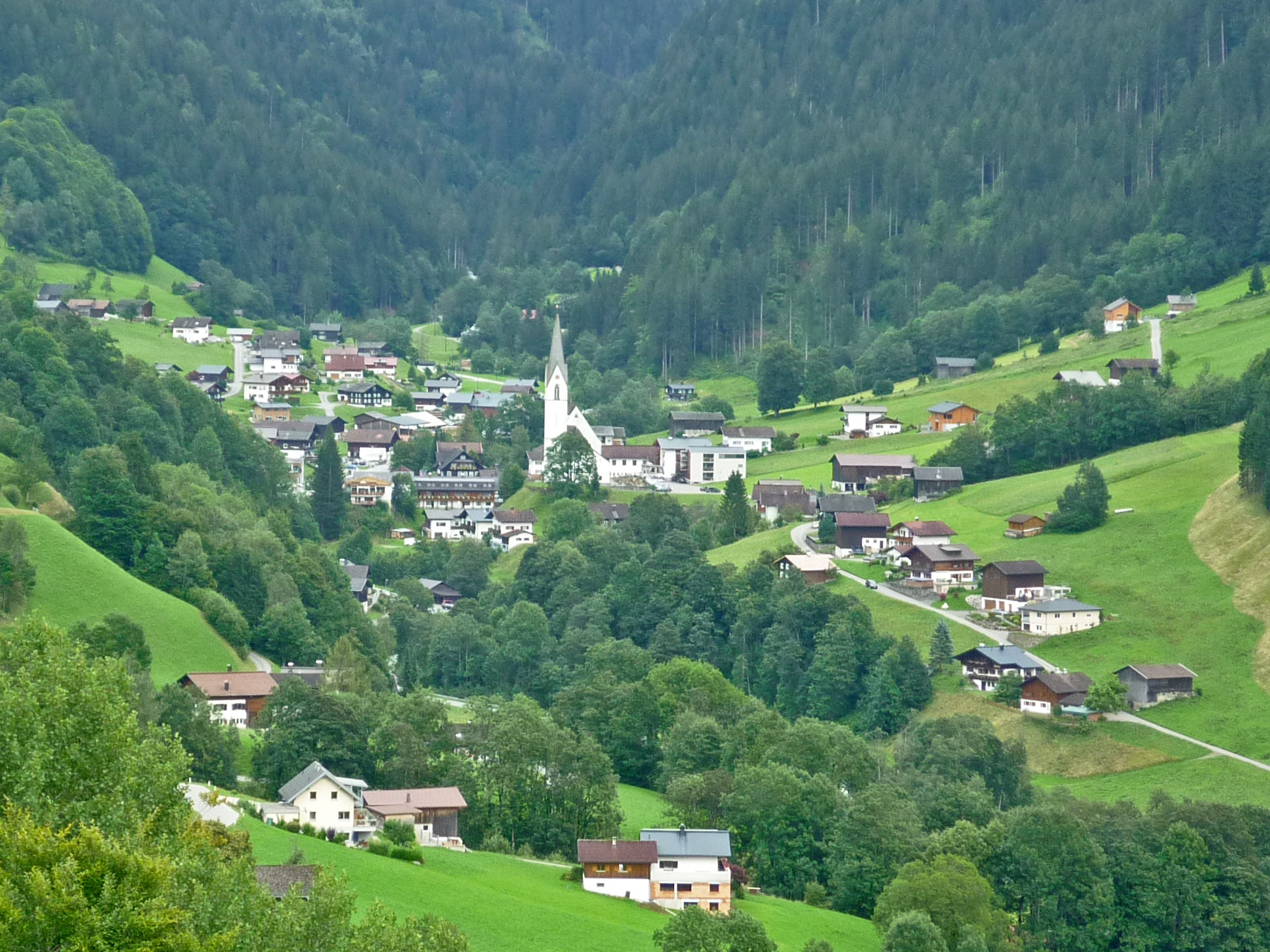
Blick auf das Ortszentrum von Silbertal

Der Ort Silbertal ist eine Streusiedlung und liegt im westlichsten Bundesland Österreichs, Vorarlberg, im Bezirk Bludenz auf 889 m ü. A. Höhe im Silbertal in der Verwallgruppe. Sein Name entstand infolge des früher dort betriebenen Kupfer- und Silberbergbaus.
Das Gemeindegebiet umfasst fast das ganze Silbertal, ein Seitental des Montafons, das von der Litz durchflossen wird. Es erstreckt sich weit nach Osten und endet am Silbertaler Winterjöchle (Übergang aus dem Silbertal in das Schönverwall an der Landesgrenze Vorarlberg–Tirol). Der höchste Punkt des Gemeindegebietes mit 2869 m ü. A. liegt auf der Südlichen Pflunspitze. Nur das untere Ende des Silbertals teilen sich die Nachbargemeinden Bartholomäberg und Schruns, wo die Litz in den Talgrund der Ill eintritt. Das Tal hat zwei kleinere Nebentäler am unbesiedelten Oberlauf, das Gaflunatal mit dem Gaflunabach, und das Wasserstubental mit dem Burtschabach. In die Litz münden zahlreiche weitere kleine Bäche.
31,7 % der Fläche sind bewaldet und 35 % sind Alpen.
Der im Osten über dem Ort markant aufragende Berg ist entsprechend Silbertaler Lobspitze (2605 m ü. A.) genannt.
Die Silbertaler Straße (Landesstraße 95) endet im östlichen Teil des Ortes, so dass dieser nicht unter Durchgangsverkehr leidet. Ab dort beginnen Forststraßen zum Anfahren der zahlreichen Alpen.

### Gemeindegliederung
Die Gemeinde umfasst nur eine Katastralgemeinde und Ortschaft (Silbertal). In älteren Werken findet sich die bis zum Beginn des 20. Jahrhunderts übliche Schreibweise Siberthal.

Orte sind:
- Silbertal, der Hauptort, eine Streusiedlung mit den Ortsteilen Innertal und Außertal
- Kristberg, eine Streusiedlung am Nordhang des Tals, mit den Ortsteilen Innerkristberg und Außerkristberg
- Buchen, eine Streusiedlung östlich von Kristberg, mit den dazugehörigen Teilen Unterbuchen, Oberbuchen und Innerbuchen.
- Ganlätsch, Höfle und Schöffel, drei kleine Rotten am Nordhang gegenüber Außertal
- Fellimännle, um den Gasthof taleinwärts, mit der Einzellage Im Ree

Alpen sind die Alpguesalpe, Fanesklaalpe, Fresch (Untere Alpe Fresch), Giesela, Gretsch, Kapell (Innerkapell), Käfera, Muttalpe, Untere und Obere Dürrwaldalpe, Untere und Obere Gafluna, Untere und Obere Wasserstube, Platina, Putzkammer, Rona, Stöfeli. Im Gemeindegebiet liegt auch die Neue Reutlinger Hütte.

### Nachbargemeinden
| Bartholomäberg | Dalaas                                      | Klösterle                    |
| Schruns        | Kompassrose, die auf Nachbargemeinden zeigt | St. Anton am Arlberg (Tirol) |
|                | St. Gallenkirch                             | Gaschurn                     |

## Geschichte
Schon vor über 1000 Jahren wurde hier Bergbau betrieben und die Bergknappen schürften auf den Höhen des Kristberghanges nach Silber, Kupfer und Eisen, was auch die Namensherkunft erklärt: Silbertal hieß bis ins 17. Jahrhundert „Silberberg“. In den Gunstlagen am Talgrund siedelten sich die rätoromanischen Hofjünger des Hofes Bludenz an.
Das Silbertal wurde von den zugezogenen Walsern erstmals im Zeitraum zwischen 1100 und 1200 besiedelt. Den ersten Nachweis liefert eine urkundliche Erwähnung 1319 sowie die Weihe der Kapelle im Silberberg, durch die Walser im Jahr 1332.
Das ganze Gebiet Silbertal-Bartholomäberg ist ein Bergbaugebiet, das bis in prähistorische Zeit zurückreicht, und im Hochmittelalter seine letzte Blüte erlebte. Mit der Entdeckung der neuen Welt wurden von 1520 bis 1550 circa 263 Tonnen Silber aus Amerika nach Europa überführt, wodurch der Silberpreis massiv fiel. Der Bergbau in Silbertal mit 0,5 Tonnen/Jahr und Schwaz mit 15 Tonnen/Jahr trug sich finanziell nicht mehr und kam zum Erliegen.
Silbertal war bis 1453 Sitz eines eigenen Walsergerichtes und kam 1420 zusammen mit dem Montafon an Österreich.
Das Montafon hatte bis 1806 auf der rechtlichen Grundlage des Montafoner Landsbrauches (seit 1554) eine gewisse Unabhängigkeit. Die Habsburger regierten die Orte in Vorarlberg wechselnd von Tirol und Vorderösterreich (Freiburg im Breisgau) aus. Von 1805 bis 1814 gehörte der Ort zum Königreich Bayern, dann wieder zu Österreich. Seit der Gründung 1861 gehört Silbertal zu (dem österreichischen Kronland, dann Bundesland) Vorarlberg. Der Ort war 1945 bis 1955 Teil der französischen Besatzungszone in Österreich.
Auf dem Vorplatz vor der Pfarrkirche Silbertal, rechts vor der Friedhofsmauer, befand sich von 1968 bis 2009 das Kriegerdenkmal Silbertal zum Gedenken an die im Ersten und Zweiten Weltkrieg gefallenen Söhne des Ortes. Im Zuge einer geschichtlichen Aufarbeitung zu dem bei den Namensinschriften der Gefallenen auch genannten NS-Täter Josef Vallaster wurde das Denkmal von der Gemeinde im Juni 2009 entfernt. Anstelle des bisherigen Kriegerdenkmals wurde 2010 ein Erinnerungsplatz geschaffen.

### Bevölkerungsentwicklung
Der Ausländeranteil lag Ende 2002 bei 3,3 %.
Schon seit 1981 war die Wanderungsbilanz negativ, konnte jedoch durch die positive Geburtenbilanz ausgeglichen werden, sodass die Einwohnerzahl nahezu konstant blieb.

## Kultur und Sehenswürdigkeiten

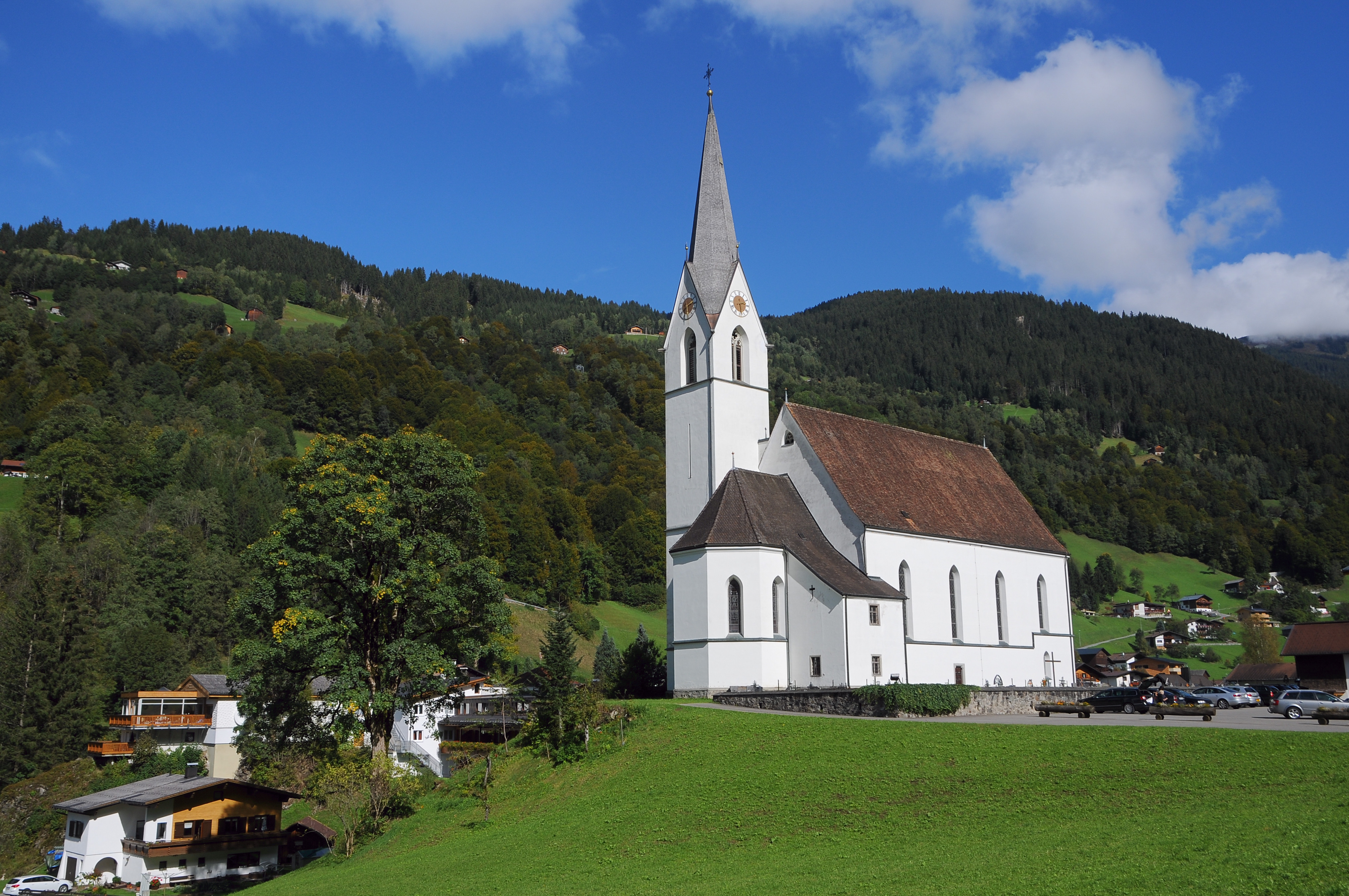
Pfarrkirche Silbertal

- Katholische Pfarrkirche Silbertal Hll. Josef und Nikolaus: Die neugotische Kirche wurde nach dem Plan des Kölner und Wiener Dombaumeisters Friedrich von Schmidt erbaut.

- Katholische Kristbergkirche hl. Agatha: Die Bergknappenkapelle ist die älteste Kirche im Montafon, erstmals findet der Kirchenbau in einer Urkunde von 1450 Erwähnung. Dieser spätgotische Bau wurde 1507 von Kasper Schop erbaut. Damals wurden Bergknappen in einem Stollen verschüttet. Unter den Trümmern versprachen die Verschütteten den Bau einer Kirche zu Ehren der Heiligen Agatha. Die Rettung ist gelungen und die Knappen hielten ihr Versprechen.[4] Außergewöhnlich sind die hölzernen Türstöcke mit eingeschnittenen „Hauszeichen“ von Bewohnern aus einer Zeit, als die wenigsten lesen und schreiben konnten, und damit ihr Werkzeug und Eigentum kennzeichneten. Durch eine von starkem Mauerwerk überwölbte Türe betritt man die kleine Vorhalle, die zum Schutz gegen Wind und Wetter an der Westseite errichtet ist. Das Langschiff hat – wie in Kirchen dieses Alters und dieser Gegend üblich – keine Fenster an der Nord- und Westseite. Bemerkenswert ist auch die alte Holzdecke, welche mit maßwerkartig ornamentierten Bändern geschmückt ist. Der Hochaltar ist mit seinen gewundenen Säulen, seinen Ziergiebeln und seiner reichen Gliederung ein prächtiges Barockwerk.[4][5]

- Montafoner Bergbaumuseum Silbertal: Das Museum zeigt die Bergbaugeschichte des ganzen Montafon, im Besonderen der Reviere am Kristberg und der Knappgruaba Worms (Gemeinde Bartholomäberg) dokumentiert.

- Ehemaliges Heilbad Silbertal

- Hochmoor Wildried: Mit einer Lage auf etwa 1540 m ü. A.[6] ist dieses östlich des Kristbergs befindliche Moor das höchstgelegene Europas. Es ist ab der Bergstation der Kristbergbahn in etwa einer Gehstunde, oder mit dem Fahrrad auf einer aussichtsreichen Forststraße zu erreichen.[7] Im Winter ist diese Straße als Loipe und Winterwanderweg präpariert.

- Erinnerungsplatz siehe Kriegerdenkmal Silbertal
- Freilichtbühne Silbertal: Die Freilichtbühne ist mit ca. 20.000 m² Spielfläche einer der größten Bühnen in Europa und sie widmet sich dem Kulturgut der Sagen.

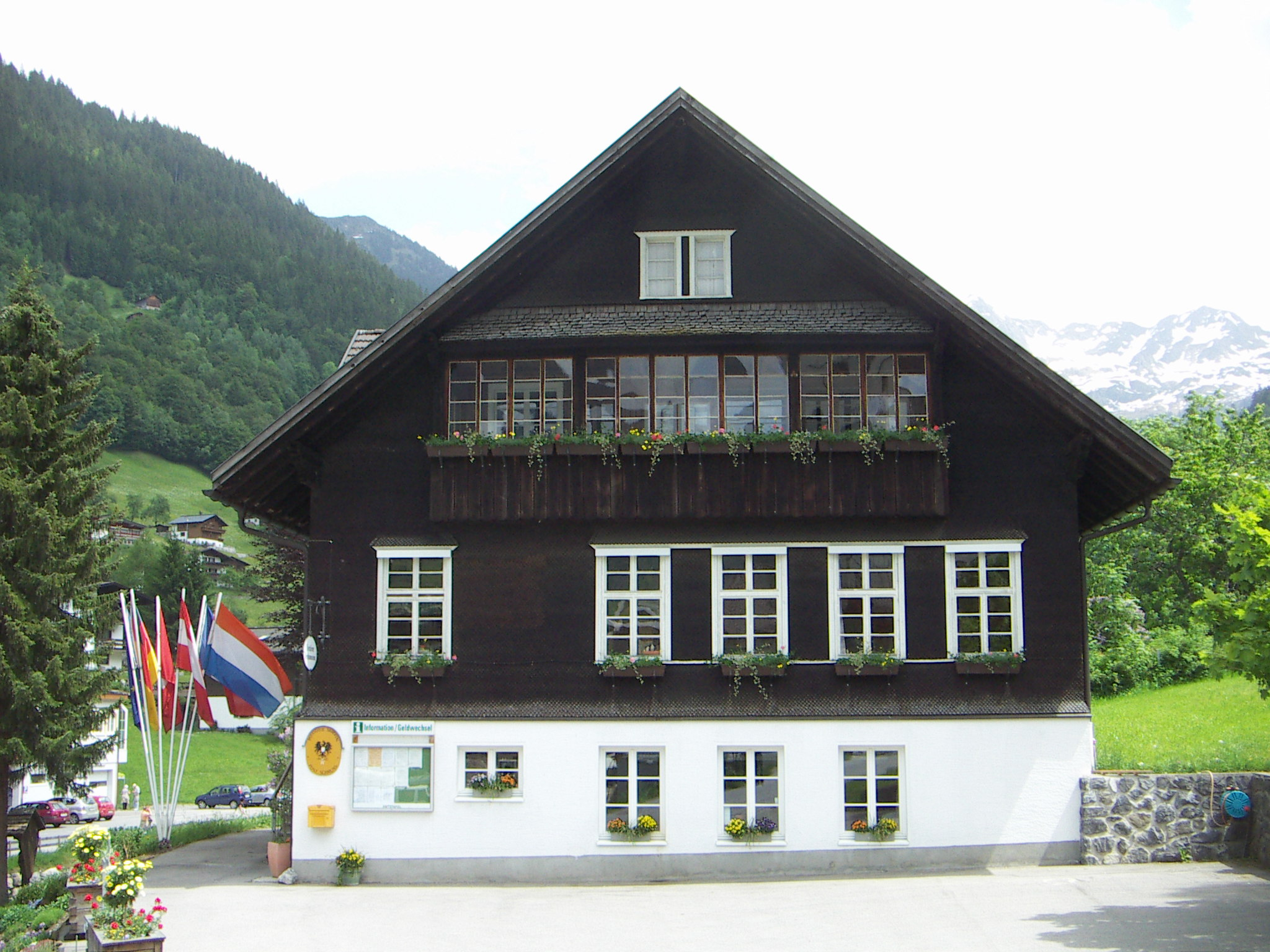
Das Gemeindeamt mit dem Montafoner Bergbaumuseum Silbertal
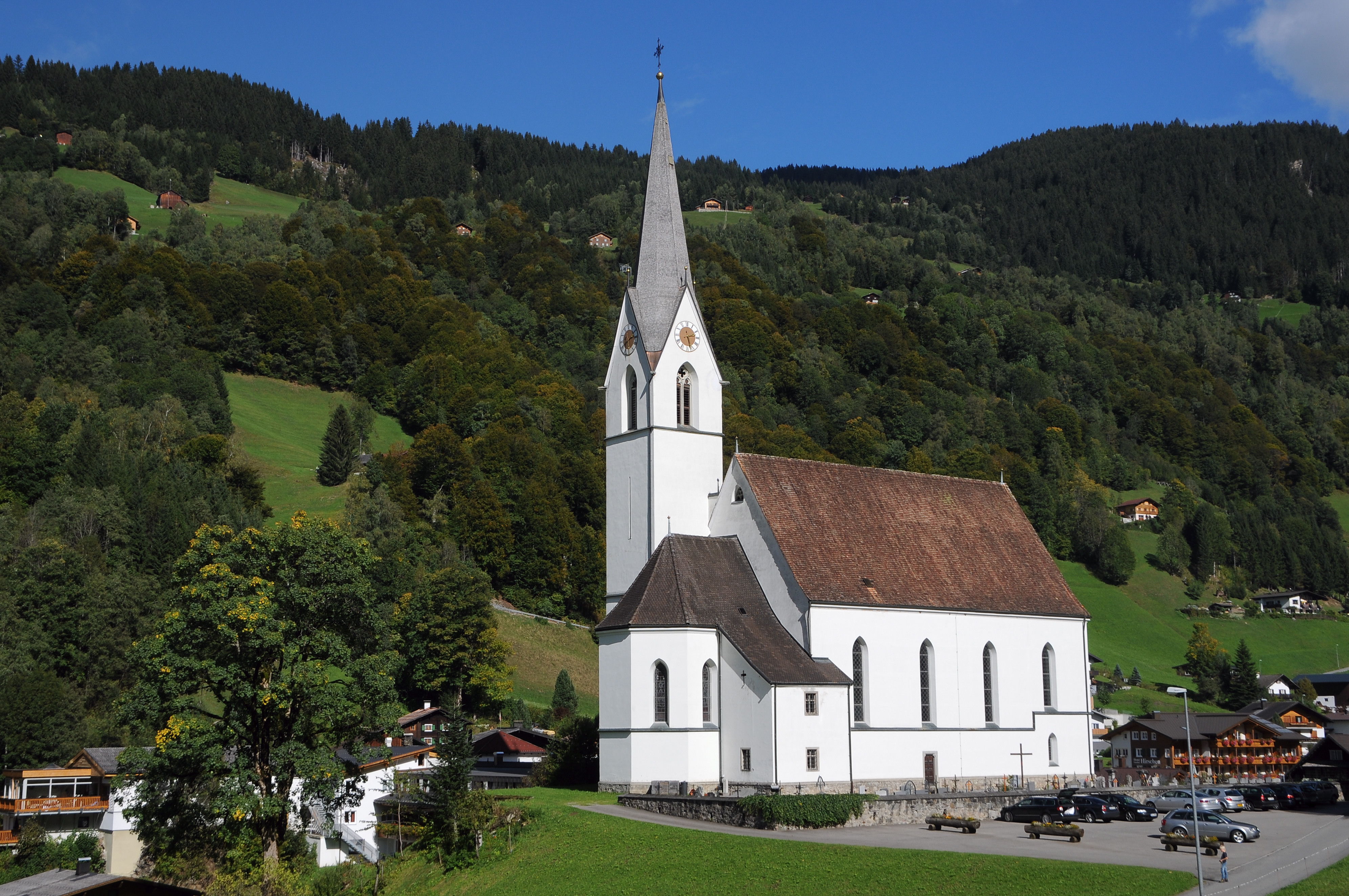
Pfarrkirche Silbertal mit dem Kristberg im Hintergrund
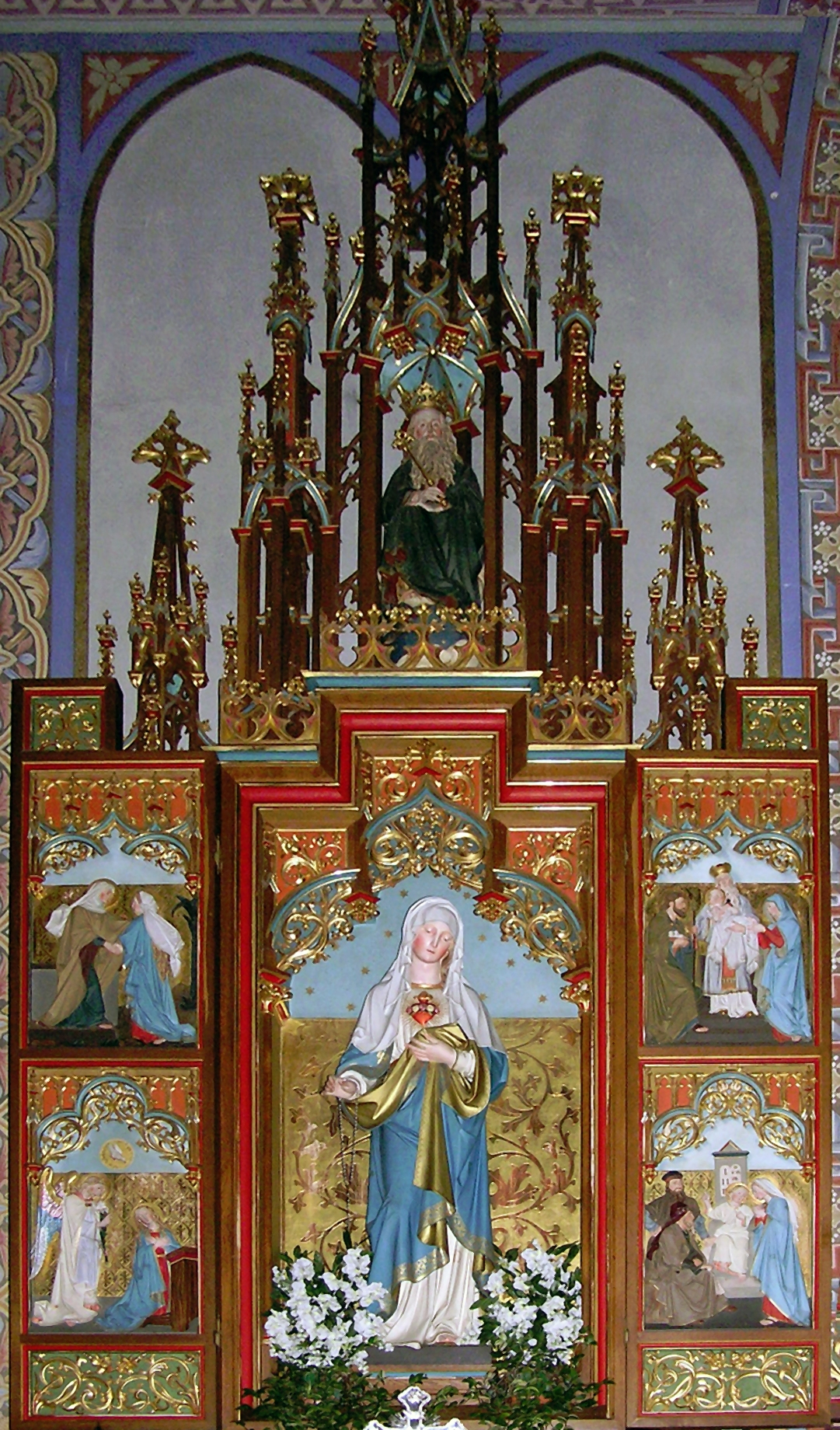
Der Mutter-Gottes-Altar, einer der beiden Seitenaltäre in der Pfarrkirche
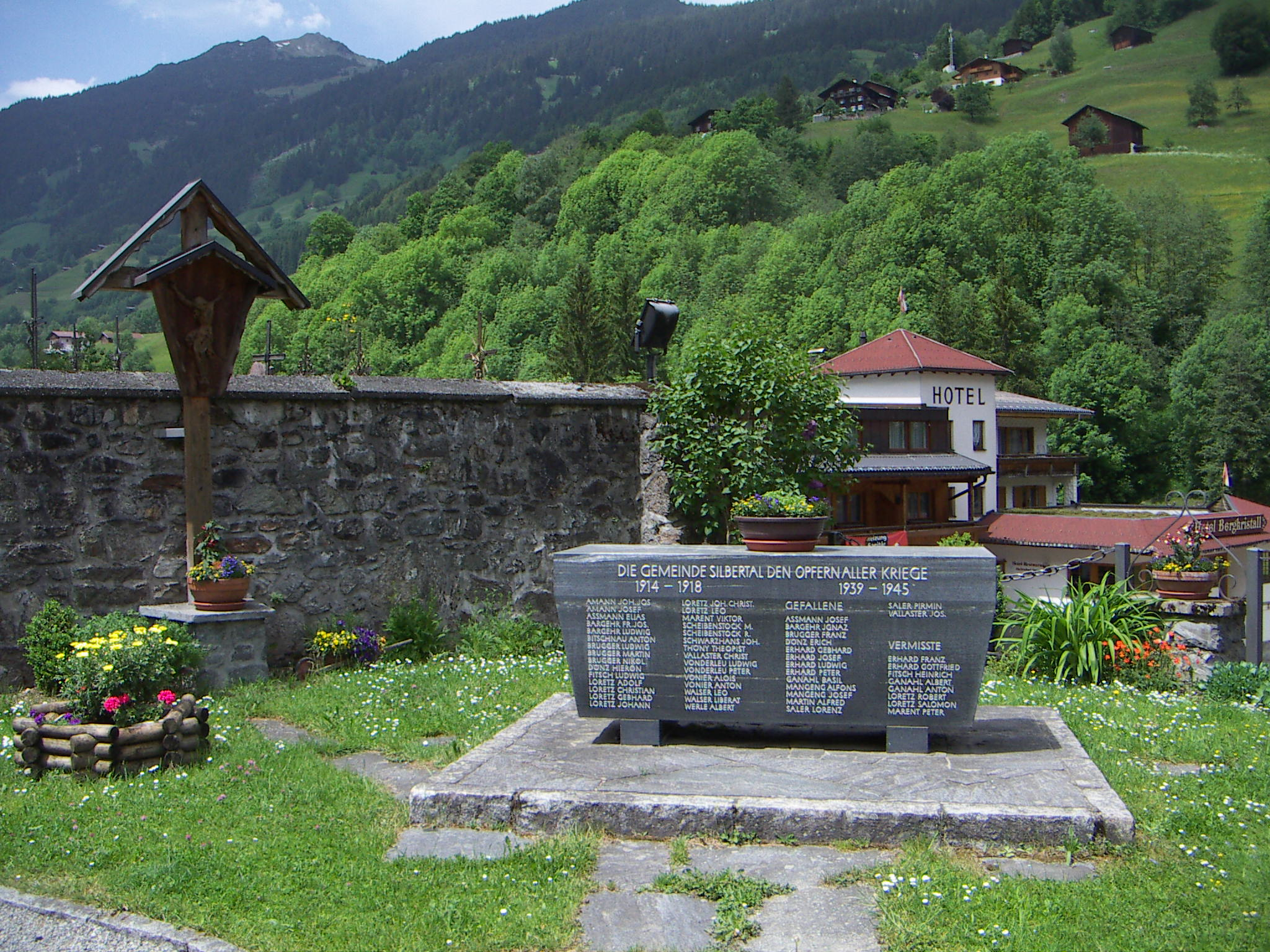
Das 2009 entfernte Kriegerdenkmal Silbertal
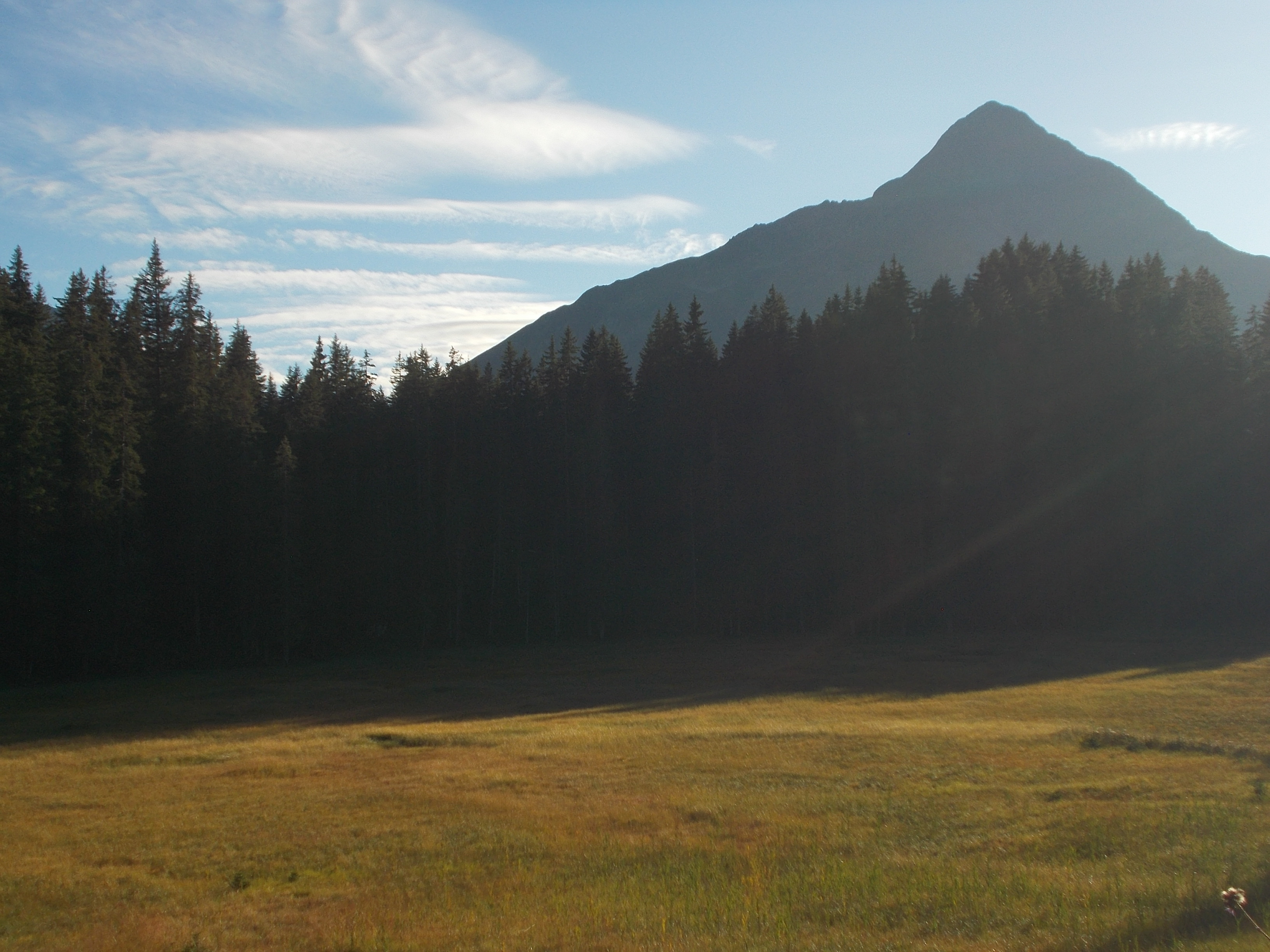
Hochmoor Wildried mit Mittagsjoch (2362 m) im Hintergrund
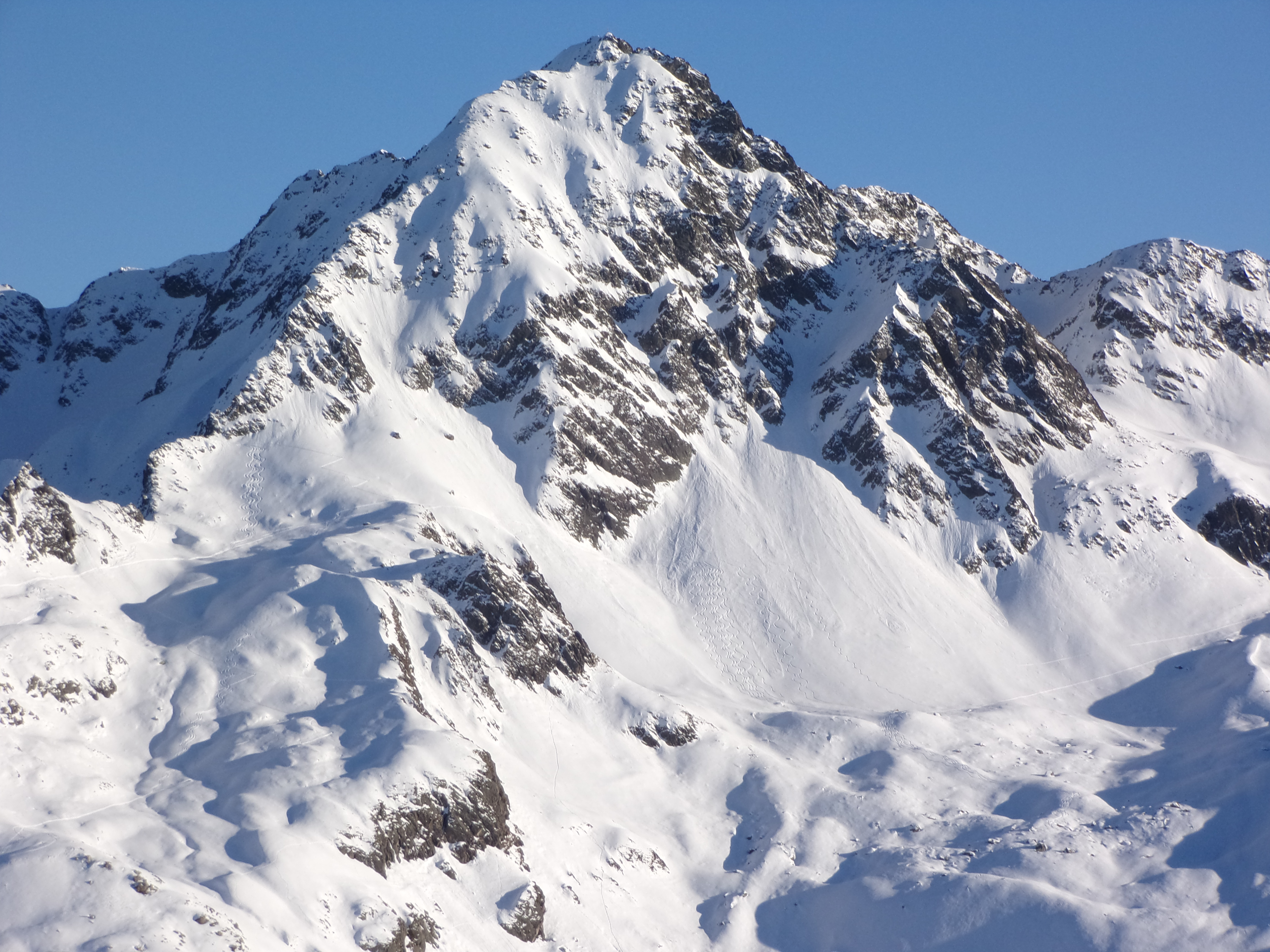
Silbertaler Lobspitze (2605 m) von Nordwesten, vom Muttjöchle (2074 m) gesehen.

## Wirtschaft und Infrastruktur
Im Ort gab es im Jahr 2003 13 Betriebe der gewerblichen Wirtschaft mit 61 Beschäftigten und 4 Lehrlingen. Lohnsteuerpflichtige Erwerbstätige gab es 399.
Im Tourismusjahr 2001/2002 gab es insgesamt 82.226 Übernachtungen.

### Kristbergbahn
Die Kristbergbahn führt vom Silbertal auf den etwa 1430 Meter hohen – ganzjährig bewohnten – Ortsteil Kristberg mit dem Kristbergsattel (1481 m ü. A.), ein alter Fußwegübergang nach Dalaas. Dort liegt ein kleines Schigebiet. Im Südwesten besteht mit der Kapellbahn eine Anbindung an das Skigebiet Silvretta Montafon, dem Zusammenschluss der Silvretta Nova Bergbahnen und dem Schigebiet Hochjoch-Schruns.

### Bildung
Die Volksschule Silbertal ist im Ortsteil Innertal, mit etwa 60 Schülern (Januar 2003: 64). In Silbertal gibt es zudem einen Kindergarten.
Ab 1835 wurde an der einklassigen Volksschule Kristberg (mitten am Kristberghang) Unterricht erteilt, diese Schule wurde 2003 wegen Schülermangels geschlossen. 1949 wurde das heute leerstehende, kleine Schulhaus in Silbertal-Buchen erbaut, das nur bis 1959 in Betrieb war.

### Vereine
- Im Jahr 1949 wird der Wintersportverein Silbertal gegründet.
- Bürgermusik Silbertal
- Freiwillige Feuerwehr Silbertal
- Im Jahre 1983 wurde der Fußballclub Silbertal gegründet.

### Sport
In Silbertal startet der Montafon-Arlberg-Marathon mit dem Ziel St. Anton am Arlberg.
Der FC Silbertal nimmt derzeit an der Hobbyliga Oberland teil.

## Politik

### Gemeindevertretung

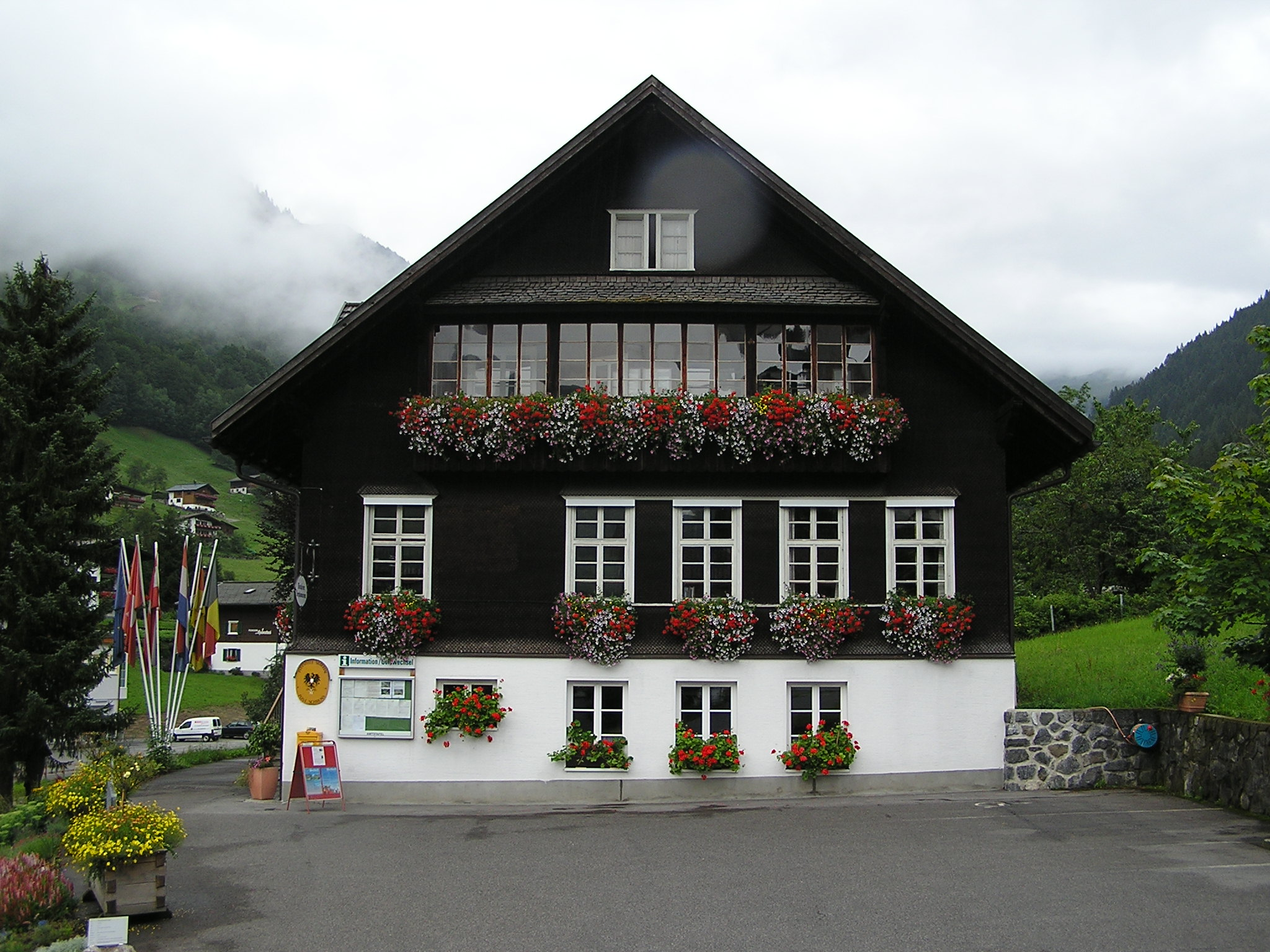
Gemeindeamt Silbertal

In Vorarlberg wählen die Bürger alle fünf Jahre die Mitglieder der Gemeindevertretung durch Ankreuzen eines Listen-Wahlvorschlages bzw. durch Mehrheitswahl wenn kein Listenvorschlag vorliegt. Weiters den Bürgermeister durch Ankreuzen eines Wahlvorschlages.
Die Gemeindevertretung wählt in der konstituierenden Sitzung aus ihrer Mitte – sofern keine Wahl durch die Bürger zustande kam – gemäß § 61 Gemeindegesetz einen Bürgermeister und dann einen mindestens dreiköpfigen Gemeindevorstand. Die Zahl dieser „Gemeinderäte“ darf aber gemäß § 55 den vierten Teil der Zahl der Gemeindevertreter nicht übersteigen.
Der Bürgermeister führt den Vorsitz bei den generell öffentlichen Sitzungen der Gemeindevertretung, in denen kommunale Belange besprochen und Beschlüsse gefasst werden. Beobachter haben kein Mitspracherecht und kein Stimmrecht. Die Gemeindevertretung kann nach Bedarf Ausschüsse bestellen. Sitzungen des Gemeindevorstandes und der Ausschüsse sind nicht öffentlich.

#### Sitzverteilung nach den Wahlen
- Gemeindevertretungswahlen 1985: ÖVP 8, SPÖ 2, Fortschrittliche Bürgerpartei 2.[12]
- Gemeindevertretungswahlen 1990: ÖVP 7, SPÖ 4, Fortschrittliche Bürgerpartei 1.[13]
- Gemeindevertretungswahlen 1995: ÖVP 7, SPÖ 3, Fortschrittliche Bürgerpartei 2.[14]
- Gemeindevertretungswahlen 2000: ÖVP 8, SPÖ 3, Freiheitliche Bürgerpartei 1.[15]
- Gemeindevertretungswahlen 2005: ÖVP 11, Freiheitliche 1.[16]
- Gemeindevertretungswahlen 2010: ÖVP 7, Freiheitliche 3, SPÖ 2.[17]
- Gemeindevertretungswahlen 2015: ÖVP 10, Gemeinsam für Silbertal 2.[18]
- Gemeindevertretungswahlen 2020: ÖVP 10, Gemeinsam für Silbertal 2.[19]
- Gemeindevertretungswahlen 2025: Gemeindeliste Silbertal 12.[20]

### Bürgermeister
- 1945–1947 Alois Werle[21]
- 1947–1950 Alois Bargehr[21]
- 1950–1973 Hermann Brugger[21]
- 1973–1984 Georg Amann[21]
- 1984–2010 Willi Säly (ÖVP)[21][22]
- seit 2010 Thomas Zudrell[23][24]

### Wappen
| Wappen der Gemeinde Silbertal | Blasonierung: „Im blauen Schild ein goldener Schlüssel nach rechts mit einem silbernen Hammer gekreuzt. Das Schildhaupt ist gespalten von Rot und Weiß und mit drei fünfzackigen Sternen in wechselnden Farben belegt.“ |
| Wappen der Gemeinde Silbertal | Wappenbegründung: - Der Balken mit den drei Sternen ist dem Walliser Wappen entnommen und verweist auf die Besiedlung des Tales im frühen 14. Jahrhundert durch die Walser. - Der goldene Schlüssel steht für die Zugehörigkeit zum Montafon (Montafoner Wappen). - Der silberne Hammer erinnert an den Silberabbau am Kristberghang. Das Wappen wurde im Auftrag der Gemeinde Silbertal von dem aus Bludenz stammenden Götzner Grafiker Markus Bachmann gestaltet. Mit Beschluss der Vorarlberger Landesregierung vom 12. Mai 1964 wurde die Gemeinde berechtigt, dieses von ihr vorgeschlagene Wappen zu führen. |

### Gemeindepartnerschaften
- seit 1994 mit der Gemeinde Semmering in Niederösterreich[27]

## Persönlichkeiten

### Söhne und Töchter der Gemeinde
- Josef Vallaster (1910–1943), Nationalsozialist und ab 1940 Täter in der Tötungsanstalt Hartheim und im Vernichtungslager Sobibor
- Reinhold Luger (* 1941), Grafikdesigner